# Olivier Baroux

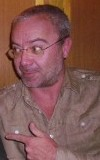
Olivier Baroux

Olivier Baroux (eigentlich Olivier Marie; * 5. Januar 1964 in Caen) ist ein französischer Komiker, Drehbuchautor und Filmregisseur.

## Leben
Baroux verbrachte eine streng katholische Kindheit in der Normandie und arbeitete danach beim Radio. Er lernte 1991 beim Sender OÜI FM Kad Merad kennen und trat mit ihm als Komikerduo Kad et Olivier bzw. KDO auf. Ab 1999 war er als Schauspieler in Kinofilmen wie Mais qui a tué Pamela Rose? (2003) und RRRrrrr!!! (2004) zu sehen, 2006 spielte einen Flaschengeist in Isnogud – Der bitterböse Großwesir.
Seit 2007 ist er mit wechselndem Erfolg auch als Regisseur tätig. Sein bekanntester Film wurde Fasten auf Italienisch; er spielt oft auch selber mit. Im Jahr 2012 brachte er FBI – Female Body Inspectors heraus, der trotz hochkarätiger Besetzung mit Kad Merad, Omar Sy, Laurent Lafitte und Audrey Fleurot bei der Kritik durchfiel. Für den dritten Teil der Les-Tuche-Reihe, die 2011 mit Die Tuschs – Mit Karacho nach Monaco! begonnen hatte, wurde Baroux 2019 bei der César-Verleihung mit dem Publikumspreis ausgezeichnet.
Baroux ist auch als Synchronsprecher aktiv.

## Filmografie (Auswahl)
Schauspieler
- 1998: Les trente dernières minutes (Fernsehserie)
- 2003: Mais qui a tué Pamela Rose?
- 2003: Les clefs de bagnole
- 2005: Isnogud – Der bitterböse Großwesir (Iznogoud)
- 2006: (Welt) All inklusive (Un ticket pour l’espace)
- 2011: Die Tuschs – Mit Karacho nach Monaco! (Les Tuche)
- 2012: Les papas du dimanche
- 2012: FBI – Female Body Inspectors (Mais qui a retué Pamela Rose?)
- 2018: Les Tuche 3

Regisseur
- 2007: Ce soir je dors chez toi
- 2009: Safari
- 2010: Fasten auf Italienisch (L’Italien)
- 2011: Die Tuschs – Mit Karacho nach Monaco! (Les Tuche)
- 2012: FBI-Female Body Inspectors (Mais qui a retué Pamela Rose?)
- 2013: On a marché sur Bangkok
- 2015: Unter Freunden (Entre amis)
- 2018: Les Tuche 3
- 2022: Menteur

## Auszeichnungen (Auswahl)
- César 2019: Publikumspreis für Les Tuche 3